# De Tre Slugters Dæmning
De Tre Slugters Dæmning (Simplificeret kinesisk:长江三峡大坝 ; Traditionel kinesisk: 長江三峽大壩 ; Pinyin: Chángjiāng Sānxiá Dà Bà; Engelsk: The Three Gorges Dam) og De Tre Kløfters Dæmning er en hydroelektrisk dæmning over Yangtze-floden i Kina. Selve dæmningen blev færdigt den 20. maj 2006 og ligger i Sandouping i byområdet Yichang i Hubei provinsen.
Dæmningen er tilknyttet et vandkraftværk, som var fuldt udbygget 4. juli 2012, da den sidste af i alt 32 vandturbiner blev sat i drift. Hver turbine har en effekt på 700 MW og samlet har de 32 hovedturbiner, sammen med to mindre generatorer på hver 50 MW til at forsyne selve kraftværket, en produktionseffekt på 22.500 MW. Projektets sidste større del, skibselevatoren, blev færdig i december 2015. Vandkraftværket drives af virksomheden China Yangtze Power.
Ud over at producere el har et vigtigt formål med dæmningen været at afbøde og forhindre Yangtze-flodens oversvømmelser, som har været meget ødelæggende og katastrofale. Dæmningen har dog været stærkt kritiseret, fordi det bagvedliggende reservoir har krævet en permanent oversvømmelse af et enormt område. Det har betydet at over 1 million kinesere har været nødt til at flytte. Desuden er arkæologisk og kulturelt interessante bygninger og konstruktioner blevet oversvømmet, ligesom der er frygt for de miljømæssige konsekvenser af det store indgreb i naturen.
De Tre Slugters Dæmning er blot et af mange lignende projekter i Kina, som fra 2007 til 2020 planlagde at fordoble elproduktionen fra vandkraft. Projekterne bliver mødt med stigende modstand fra miljøorganisationer og mennesker, som bliver direkte berørt af byggerierne.

## Dimensioner
Betondæmningen er 2.335 meter lang, 115 meter bred i bunden, 40 meter i toppen og 185 meter høj. Til byggeriet er medgået 28 mio. m³ beton og 463.000 tons stål. Der er fjernet 134 mio. m³ jord. Vandreservoiret er mere end 600 km langt og kan rumme 39,3 km³ vand. Elproduktionen er planlagt til 22.500 MW, og er foreløbig på 18.460 MW.

## Økonomi
De samlede anlægsudgifter var på 180 mia. yuan, hvilket er over 20 mia. yuan mindre end de først skønnede omkostninger på 203.9 mia. yuan, lidt under 30 mia. $. Det er fordi kalkulationen tager hensyn til inflation, og inflationsraten har været lav i de senere år. Det forventes at dæmningens konstruktionsomkostninger vil være tjent ind, når den har produceret 1000 TWt, som kan sælges for 250 mia. yuan. Dette vil tage 10 år efter dæmningen er i fuld gang.
Kilder til finansieringen er Fonden for Konstruktion af De Tre Slugters Dæmning (engelsk: Three Gorges Construction Fund), indtægter fra Gezhouba Dæmningen, favorable lån fra China Development Bank, lån fra hjemlige og udenlandske kommercielle banker, obligationsudstedelser og indtægter fra De Tre Slugters Dæmning før og efter den er fuldt operationel, sammen med ekstraopkrævninger for elektricitetsforbrug, som går til Fonden for Konstruktion af De Tre Slugters Dæmning. De ekstra opkrævninger er: Hver provins, som får kraft fra De Tre Slugters Dæmning, skal betale en ekstra omkostning på 7.00 ¥ pr. MWh.(Megawatttime). Provinser, som ikke modtager kraft fra De tre Slugters Dæmning, skal betale en ekstra omkostning på 4.00 ¥ pr. MWh. Tibet behøver ikke at betale ekstra .

## Hydroelektrisk generation og distribution

### Total genereringskapacitet
De Tre Slugters Dæmning er verdens største hydroelektriske kraftværk, efter den har nået fuld kapacitet på 22.500 MW, Den har 34 generatorer i alt. 32 af dem er hovedgeneratorer, hver med en kapacitet på 700 MW, og de to sidste er interne kraftgeneratorer på hver 50 MW, som driver de 32 andre generatorer. 14 er installeret i den nordlige ende af dæmningen, 12 i den sydlige og 6 i en underjordisk kraftstation i bjerget syd for dæmningen. Det forventede årlige udbytte er på mere end 100 TWh (Terawatttimer), 18 % mere end de oprindelig planlagte 84,7 TWh. Det beror på, at seks generatorer blev tilføjet projektet i 2002.

### Generatorer
Hver af hovedgeneratorerne vejer 6000 tons og er designet til at kunne producere mindst 700 MW effekt, hvilket er nok til at forsyne en storby med el. Generatorerne er designet til et hydraulisk tryk på 80,6 meter. Flow-raten varierer mellem 600 m³ og 950 m³, afhængig af det hydrauliske tryk, som er til rådighed. De Tre Slugters Dæmning anvender Francis-turbiner, der er den mest effektive turbine i verden. Diameteren er 9,709-10,427 meter (VGS design/Alstoms design). De roterer med en hastighed på 75 rpm. Den nominelle effekt fra generatorerne er 778 MVA. Den maksimale effekt er 840 MVA. Effektfaktoren er 0.9. Generatorerne producerer elektrisk effekt ved 20 kV. Den ydre diameter på generatorstatorerne er 21,42-20.9 meter. Den indre diameter er 18,5-18,8 meter. Statorernes højde er 3,13-2,95 meter, hvilket gør dem til verdens største. Lejerne vejer 5.050-5.500 tons. Generatorernes effektivitet er på over 90 %.
Generatorerne er fremstillet i to joint ventures. En af dem omfatter Alstom, ABB, Kvaerner og det kinesiske selskab Haerbin Motor. Det andet omfatter Voith, General Electric, Siemens (forkortet til VGS) og det kinesiske selskab Oriental Motor. Teknologioverførselsaftalen blev underskrevet sammen med kontrakten. Flere end 8 af de 32 generatorer er lavet i Kina. De fleste af generatorerne er vandkølede. Nogle af de nyere er luftkølede, hvilket gør dem simplere i design, fremstilling og vedligeholdelse.

### Forløbet af installationen af generatorerne
De 14 generatorer i dæmningens nordside blev installeret 2003-2005. Den første (nr. 2) begyndte at køre den 10. juli 2003. Den sidste (nr. 9) gik i gang den 7. september 2005. Alle de 14 generatorer kørte på fuld kraft (9800 MW) første gang den 18. oktober 2006, efter at vandniveauet var øget til 156 meter.
De 12 generatorer i sydenden af dæmningen er ligeledes i gang. Den første (nr. 22) begyndte produktion den 11. juni 2007. Det underjordiske kraftværk og dets 6 generatorer er færdigbygget efter 2008. De Tre Slugters Dæmning sætter også rekord ved at have fået det største antal generatorer installeret på ét år (2007), det vil sige syv enheder med en kapacitet på mere end 5000 MW.

### Total kraft genereret
Den 9. maj 2008 kl. 12 havde De Tre Slugters Dæmning genereret 223 TWh elektricitet, mere end en femtedel af de 1000 TWh det behøver for at dække omkostningerne (se Økonomi sektionen).
| År    | Antal installede enh. | GWh     |
| ----- | --------------------- | ------- |
| 2003  | 6                     | 8,607   |
| 2004  | 11                    | 39,155  |
| 2005  | 14                    | 49,090  |
| 2006  | 14                    | 49,250  |
| 2007  | 21                    | 61,600  |
| 2008  | 22                    | 15,536  |
| Total | 22(32)                | 223,000 |

I den oprindelige plan var det meningen, at dæmningen skulle stå for 10 % af elektricitetsforsyningen i Kina. Men Kinas behov for elektricitet er vokset med en større takt end forventet. Selv med værket fuldt idriftsat dækkede det kun omkring 1,7 % af Kinas samlede forbrug af elekttricitet i 2011 hvor forbruget var 4.692,8 TWh.

## Vandregulering
Oversvømmelser af befolkningstætte byer og landdistrikter længere nede af Yangtze, herunder millionbyen Wuhan, har i århundreder været et stort problem med enorme menneskelige og økonomiske omkostninger. I 1954 blev 193.000 km² oversvømmet, mlere end 33.000 mennesker døde og næsten 19 mio. måtte flygte. I 1998 blev 2,3 mio. berørt af oversvømmelser, og 1.500 døde. Hvor man før byggeriet anslog hyppigheden af kritiske oversvømmelser til hvert 10. år, skulle det store reservoir medføre, at der nu går 100 år mellem kritiske situationer. Allerede i slutningen af juli 2007 blev dæmningen dog udsat for voldsomme vandmængder, som har krævet nødforanstaltninger som ekstraordinære vandudledninger.